# Interaction de Yukawa
En physique des particules, l'interaction de Yukawa est une interaction entre un champ scalaire ϕ et un champ de Dirac ψ de type :
{\displaystyle V\approx g{\bar {\psi }}\phi \psi } (scalaire) ou {\displaystyle g{\bar {\psi }}i\gamma ^{5}\phi \psi } (pseudoscalaire).
Cette interaction porte le nom du physicien japonais Hideki Yukawa.

## Principe
Cette interaction s'effectue entre les nucléons d'un atome et permet de maintenir le noyau atomique en place. Cette interaction consiste pour les nucléons de s'échanger des pion (particule) qui peuvent transformer des neutrons en protons et vice-versa. Cette transformation est due à la composition des pions et est expliquée dans la page prévue à cet effet.